# گیسلی اورن گاردارشون
گیسلی اورن گاردارشون (ایسلندی: Gísli Örn Garðarsson؛ زادهٔ ۱۵ دسامبر ۱۹۷۳) فیلم‌نامه‌نویس، بازیگر، تهیه‌کننده فیلم و کارگردان اهل ایسلند است.
از فیلم‌ها یا برنامه‌های تلویزیونی که وی در آن نقش داشته‌است، می‌توان به بیوولف و گرندل، کودکان،  شن‌های زمان و سوگند اشاره کرد.